# Oberliga (voetbal)

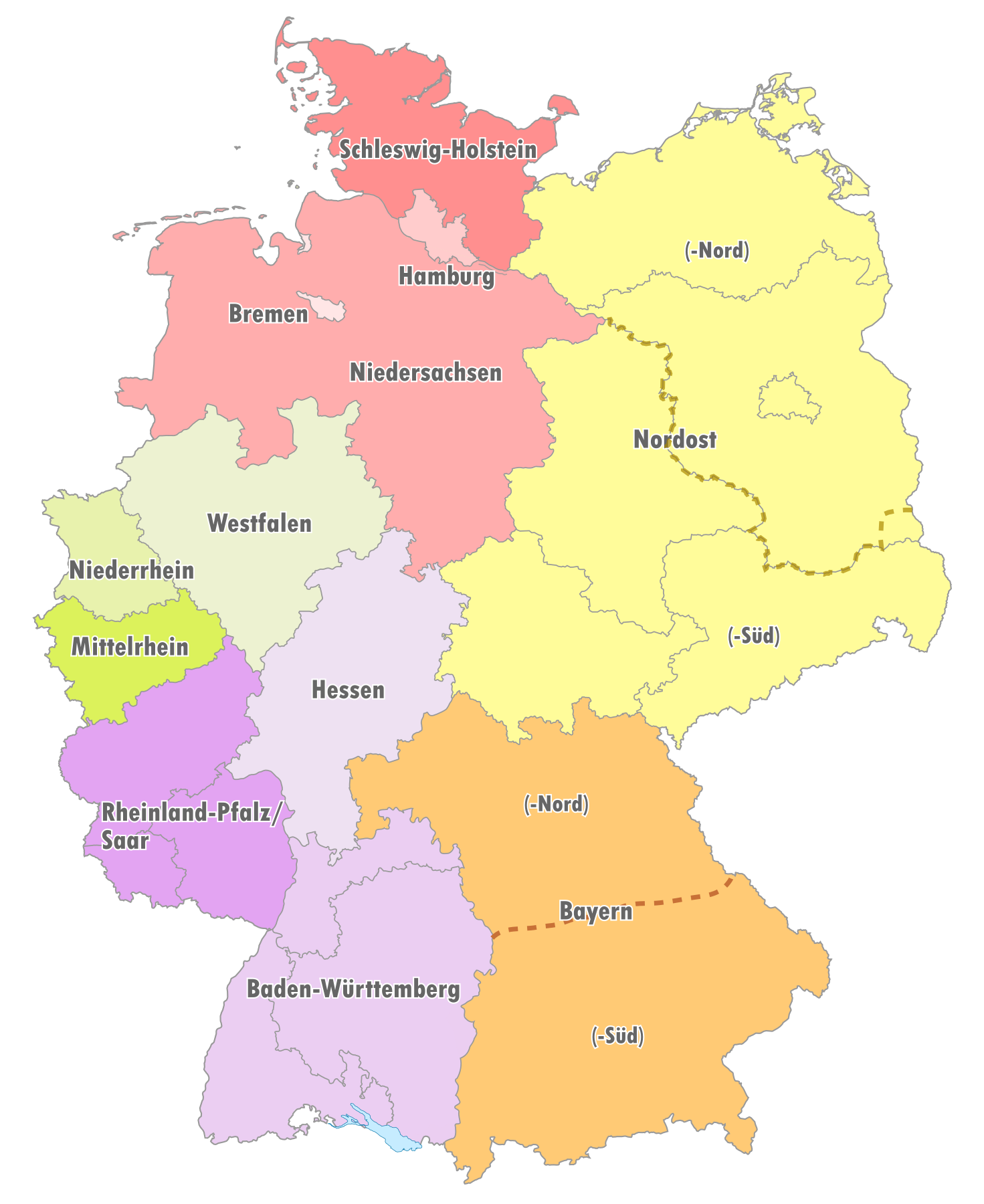
Kaart van Oberliga's

De Oberliga is de benaming voor verschillende Duitse voetbalklassen door de jaren heen.
Het was de hoogste klasse voetbal in Oost-Duitsland tussen 1949 en 1991. (Zie ook DDR-Oberliga).
In West-Duitsland was het de hoogste klasse van 1948 (opvolger van de Gauliga) tot 1963, daarna werd de Bundesliga gesticht. In tegenstelling tot in de DDR werd in West-Duitsland de Oberliga in 5 competities verdeeld. De 5 winnaars streden met elkaar om de Duitse titel.
In 1974 werd in Noord-Duitsland opnieuw een Oberliga ingevoerd, maar ditmaal op niveau van 3de klasse. In de andere regio's van Duitsland werd de Verbandsliga behouden tot 1978 toen daar ook de Oberliga werd ingevoerd. Tot 1994 was de Oberliga de hoogste klasse voor het amateurvoetbal.

## Oberliga 1946-1963
Na het einde van de Tweede Wereldoorlog werd in de Amerikaanse bezettingszone de Oberliga Süd opgericht. Na dit voorbeeld werden ook de Oberliga Nord, Oberliga West en Oberliga Südwest opgericht, deze laatste werd dan nog eens in 2 klassen onderverdeeld.
De kampioenen en soms ook vicekampioenen streden met elkaar in een eindronde met de kampioen van de Berliner Stadtliga in een knock-outsysteem.
In 1963 werd de Oberliga vervangen door de Bundesliga. De toekenning van de 16 plaatsen verliep als volgt: Süd (5 teams), West (5 teams), Nord (3 teams), Südwest (2 teams), Berlin (1 team).
| Jaar | Noord        | West              | Zuidwest             | Zuid                | Berlin                 |
| ---- | ------------ | ----------------- | -------------------- | ------------------- | ---------------------- |
| 1946 | -            | -                 | 1. FC Saarbrücken    | VfB Stuttgart       | SG Wilmersdorf         |
| 1947 | -            | -                 | 1. FC Kaiserslautern | 1. FC Nürnberg      | SG Charlottenburg      |
| 1948 | Hamburger SV | Borussia Dortmund | 1. FC Kaiserslautern | 1. FC Nürnberg      | Union Oberschöneweide  |
| 1949 | Hamburger SV | Borussia Dortmund | 1. FC Kaiserslautern | Kickers Offenbach   | Berliner SV 92         |
| 1950 | Hamburger SV | Borussia Dortmund | 1. FC Kaiserslautern | SpVgg Fürth         | Tennis Borussia Berlin |
| 1951 | Hamburger SV | FC Schalke 04     | 1. FC Kaiserslautern | 1. FC Nürnberg      | Tennis Borussia Berlin |
| 1952 | Hamburger SV | Rot-Weiss Essen   | 1. FC Saarbrücken    | VfB Stuttgart       | Tennis Borussia Berlin |
| 1953 | Hamburger SV | Borussia Dortmund | 1. FC Kaiserslautern | Eintracht Frankfurt | SC Union 06 Berlin     |
| 1954 | Hannover 96  | 1. FC Köln        | 1. FC Kaiserslautern | VfB Stuttgart       | Berliner SV 92         |
| 1955 | Hamburger SV | Rot-Weiss Essen   | 1. FC Kaiserslautern | Kickers Offenbach   | Viktoria 89 Berlin     |
| 1956 | Hamburger SV | Borussia Dortmund | 1. FC Kaiserslautern | Karlsruher SC       | Viktoria 89 Berlin     |
| 1957 | Hamburger SV | Borussia Dortmund | 1. FC Kaiserslautern | 1. FC Nürnberg      | Hertha BSC Berlin      |
| 1958 | Hamburger SV | FC Schalke 04     | FK Pirmasens         | Karlsruher SC       | Tennis Borussia Berlin |
| 1959 | Hamburger SV | Westfalia Herne   | FK Pirmasens         | Eintracht Frankfurt | Tasmania Berlin        |
| 1960 | Hamburger SV | 1. FC Köln        | FK Pirmasens         | Karlsruher SC       | Tasmania Berlin        |
| 1961 | Hamburger SV | 1. FC Köln        | 1. FC Saarbrücken    | 1. FC Nürnberg      | Hertha BSC Berlin      |
| 1962 | Hamburger SV | 1. FC Köln        | Borussia Neunkirchen | 1. FC Nürnberg      | Tasmania Berlin        |
| 1963 | Hamburger SV | 1. FC Köln        | 1. FC Kaiserslautern | TSV 1860 München    | Hertha BSC Berlin      |

## Oberliga vanaf 1974
Elf jaar na de oprichting van de Bundesliga werd in Noord-Duitsland wederom een Oberliga ingevoerd namelijk de Oberliga Nord. Deze divisie vertegenwoordigde toen het 3e niveau in de Duitse voetbalpyramide, onder de 1e en 2e Bundesliga. In de overige delen van (toen) West-Duitsland ging men nog 4 jaar door met amateur Verbandliga's tot in 1978 ook daar Oberliga's werden ingevoerd.
Ook in West-Berlijn werd dat jaar een Oberliga ingevoerd.

## Oberliga vanaf 1994
Na de Duitse hereniging in 1991 waren er door de clubs uit het voormalige Oost-Duitsland ineens veel meer clubs. Daarom werd in 1994 de Regionalliga opnieuw ingevoerd, nu als 3e klasse. Vanaf dat moment werd de Oberliga de 4e klasse.

## Oberliga vanaf 2008
Bij aanvang van het seizoen 2008-2009 werd een derde landelijke klasse ingevoerd: de Derde Bundesliga. De Oberliga's werden daardoor het vijfde niveau. Vanaf dat moment is de status van de Oberliga's afgenomen en kan men de Oberliga's beschouwen als het hoogste amateurniveau, alhoewel de scheiding tussen professioneel voetbal en amateurvoetbal in Duitsland lastig te maken is. Dit komt door de aanwezigheid van vele reserve-elftallen op het 3e t/m 5e niveau en de aanwezigheid van weggezakte topclubs of juist amateursverenigingen die willen doorstromen naar het professionele voetbal.
Tot 2008 waren er 9 Oberliga's, die regionaal van aard zijn. Zie onderstaande lijst. Promotie is mogelijk naar de Regionalliga Nord, de Regionalliga West of Regionalliga Süd, degradatie naar de Verbandsliga of Landesliga, het 6e niveau in Duitsland.
- Oberliga NOFV-Nord
- Oberliga NOFV-Süd
- Oberliga Hamburg
- Hessenliga
- Oberliga Niedersachsen
- Oberliga Rheinland-Pfalz/Saar
- Oberliga Baden-Württemberg
- Bayernliga
- Bremen-Liga
- NRW-Liga
- Schleswig-Holstein-Liga

In 2008 werd de Oberliga Nord opgeheven, per deelstaat, Nedersaksen (2 Oost en West), Bremen, Hamburg en Sleeswijk-Holstein kwamen er nieuwe Liga's. De Oberliga's Nordrhein en Westfalen werden samengevoegd tot de nieuwe NRW-Liga.
Tot 2010 bestond er ook de Oberliga Niedersachsen Ost en Oberliga Niedersachsen West, die dan werden verenigd in één Oberliga.

## Oberliga vanaf 2012
Vanaf het seizoen 2012-2013 zijn er opnieuw wijzigingen in de structuur doorgevoerd. De reden hiervoor zijn de aanpassingen op het Regionalliga niveau, die vanaf dat seizoen uit 5 in plaats van 3 klassen bestaat. Deze uitbreiding met 2 divisies op het 4e niveau zal het kwaliteitsniveau in de diverse Oberliga's wederom negatief beïnvloeden. De NRW-Liga is opgeheven en vervangen door drie nieuwe Oberliga's te weten :
- Oberliga Niederrhein
- Mittelrheinliga
- Oberliga Westfalen

Daarnaast is de Bayernliga gesplitst in een staffel Nord en Süd:
- Bayernliga (Nord)
- Bayernliga (Süd)

In totaal zijn er vanaf het seizoen 2012-2013 dus 14 Oberliga's die allen tot het 5e niveau in de Duitse voetbalpyramide worden gerekend.